# Türksat 3A
Türksat 3A est un satellite de télécommunications turc. 